# 양경규
양경규(梁暻圭, 1959년 6월 9일~)는 대한민국의 노동운동가가 출신 정치인이다. 정의당 소속이며 당의 급진적인 노선을 대변한다. 이념적으로는 좌익 이념인 민주사회주의를 지향하고 있다.

## 생애
1987년 서울상공회의소노조의조합원으로 노조활동을 시작하여 1988년 노동조합의 부위원장으로서 55일간의 파업에 참여하면서 본격적으로 노동운동의 길을 걸었다. 이후 1989년부터 1993년까지 서울상공회의소노조 3, 4대 위원장을 역임하였고, 이 기간 민주노총의 맹아가 되는 ILO 공대위 서울지역 공동대표의 역할을 함께 수행했다.
1995년 1999년까지 전국전문기술노동조합연맹(전문노련)에서 4, 5대 위원장으로 활동하면서 1996년 민주노총이 대정부 위원회에 처음으로 참여한 대통령 자문위원회인 노사관계개혁위원회(노개위)의 민주노총 대표로 참여했다. 또한 1997년 민주노총 정치위원장으로 민주노총의 중요 과제인 노동자정치세력화를 위한 작업의 총괄업무를 맡았다. 특히 같은 해 국민승리21 창립를 실질적으로 주도하면서 당시 권영길 대통령 후보 선거대책본부의 조직위원장으로 활동했다.
1998년 민주노총의 정리해고 합의 파동 당시 단병호 당시 비대위원장과 함께 비대위 부위원장으로 민주노총 정상화를 위한 활동을 펼쳤으며, 이후 전문노련을 전국공익사회서비스노동조합연맹(공익노련)으로 재창립하고, 공공부문 노동자 단결과 대통합을 위한 작업을 진행, 1999년 현재의 공공연맹인 전국공공운수사회서비스연맹을 창립하여 초대 위원장을 역임했다.
공공연맹 창립과 동시에 4.19 공공연맹 총파업을 지휘했으며, 이에 따라 체포영장이 발부되어 6개월의 수배 생활을 했다. 이 기간에 부모님 모두 운명하였으나 수배 중으로 두 분 모두의 임종을 지키지 못한 아픈 사연도 있다.
1999년 민주노총 부위원장으로 선출되어 정치위원장과 교육위원장을 함께 역임했으며 민주노총 노동대학 초대 학장으로 활동하여, 2000년 민주노동당 창당 부대표를 역임했다.
2001년 공공연맹 위원장으로 조종사노조 파업 등 5~6월 공공분야 총파업을 지휘하여 수배, 구속됐다. 석방 후에도 발전,가스, 철도노조의 파업을 주도하여 2004년 공공연맹 6대 위원장으로 당선됐다. 그러나 2005년 양경규의 파업 주도 혐의가 유죄로 확정되자 그의 현장인 서울상공회의소에서 양경규를 해고했다.
양경규는 해고 직후인 2005년 민주노총 비대위원으로 활동하며 WTO반대 홍콩투쟁의 민주노총 투쟁단장으로 홍콩원정투쟁에 나섰다가 현지에서 구속되었다가 재판에서 최종 무죄 판결을 받아 2006년 1월 귀국했다.

2006년 공공산별노조를 결성한 후 공공과 운수분야를 포괄하는 공공운수 대산별을 건설하기 위하여 화물, 택시, 버스등과 함께 4개 연맹조직의 통합작업을 진행시켜 2007년 1월에 공공운수사회서비스연맹을 새롭게 창립을 성사 시켰다.
2007년 1월 공공연맹 위원장직을 사퇴하고, ‘공장의 담장을 넘어 지역운동, 부문운동과 연대하는 노동운동의 새로운 패러다임’이라는 기치를 내걸고 민주노총 위원장직에 도전했으나 낙마했다.
이후 양경규는 공공연맹 교육위원으로 활동하며 전국현장의 교육활동에 주력했으며, 정치운동에 고민을 갖게 됐다.
특히 2008년 민주노동당이 분당되자, 2015년 정의당, 국민모임, 진보결집 더하기 등과 함께 새로운 대중정당으로 합당하기 까지 당적을 갖지 않고 진보대통합 작업에 주력했다.
2008년 민주노동당 분당을 반대했던 그는 2011년 진보대통합 실패와 통합진보당 창당, 통합진보당 사태로 촉발된 또 다른 분열을 지켜보면서 구체적인 정치운동에 나서게 됐다.
이에 양경규는 2011년 11월 새로운 노동자정치운동을 시작하기 위한 전국순회를 시작하고 이 성과를 모아 2011년 12월에 새로운 노동정치를 위한 제안자 모임을 결성했으며, 2012년 12월 이 조직을 노동자정당 추진회의로 확대 전환하여 분열된 진보정치를 통일시키고 노동자정치운동의 새로운 실천을 만들어가기 위한 작업에 활발히 나섰다.
2013년 11월에는 노동운동 내외의 여러 노동자정치세력을 규합하여 노동정치연대를 만들어 대표를 역임했다.이후 양경규는 노동정치연대 대표로서 진보정당의 통합과 노동자정치운동의 새로운 실천을 확장하기 위한 노력 계속하여, 그 결과 2015년 11월 22일 새로운 대중적 진보정당인 현재의 정의당을 창당하는 데 일조했다.
2019년 정의당 대표 선거에 출마하였으나 심상정 후보에 밀려 낙선하였다. 양경규 후보는 16.4%를 득표하여 83.6%의 득표를 얻은 심상정 후보에 비해 크게 밀리는 모습을 보여줬다. 양경규 후보는 당 경선에서 민주사회주의를 주장하며 당을 왼쪽으로 이동시키겠다고 말했다.

## 경력
- 1989년~1993년 서울상공회의소노조 3, 4대 위원장
- 1995년~1999년 전국전문기술노동조합연맹(전문노련) 4, 5대 위원장
- 1996년  노사관계개혁위원회(노개위) 민주노총 대표
- 1997년 국민승리21 권영길 대선 후보 선거대책본부 조직위원장
- 1999년~2000년 민주노총 부위원장, 정치위원장, 교육위원장, 노동대학 초대 학장
- 1999년~2005년 공공연맹 위원장
- 2000년 민주노동당 창당 부대표
- 2013년~ 노동정치연대 대표
- 2015년~ 정의당 전국위원

### 의정 활동
- 2024. 1.~2024. 5. 제21대 국회의원[비례대표, 정의당, 초선(승계)]
  - 2024. 1.~2024. 5. 제21대 국회 후반기 환경노동위원회 위원

## 역대 선거 결과
|  | 7.23% |

|  | 9.67% |

## 같이 보기
- 대한민국 제21대 국회의원 선거 정의당 후보 목록#비례대표